# Vicente Guerrero, Tila
Vicente Guerrero är en ort i Mexiko.   Den ligger i kommunen Tila och delstaten Chiapas, i den sydöstra delen av landet, 700 km öster om huvudstaden Mexico City. Vicente Guerrero ligger 815 meter över havet och antalet invånare är 325.
Terrängen runt Vicente Guerrero är bergig söderut, men norrut är den kuperad. Runt Vicente Guerrero är det ganska tätbefolkat, med 60 invånare per kvadratkilometer. Närmaste större samhälle är Yajalón, 18,6 km öster om Vicente Guerrero. I omgivningarna runt Vicente Guerrero växer i huvudsak städsegrön lövskog.